# Acte de fe

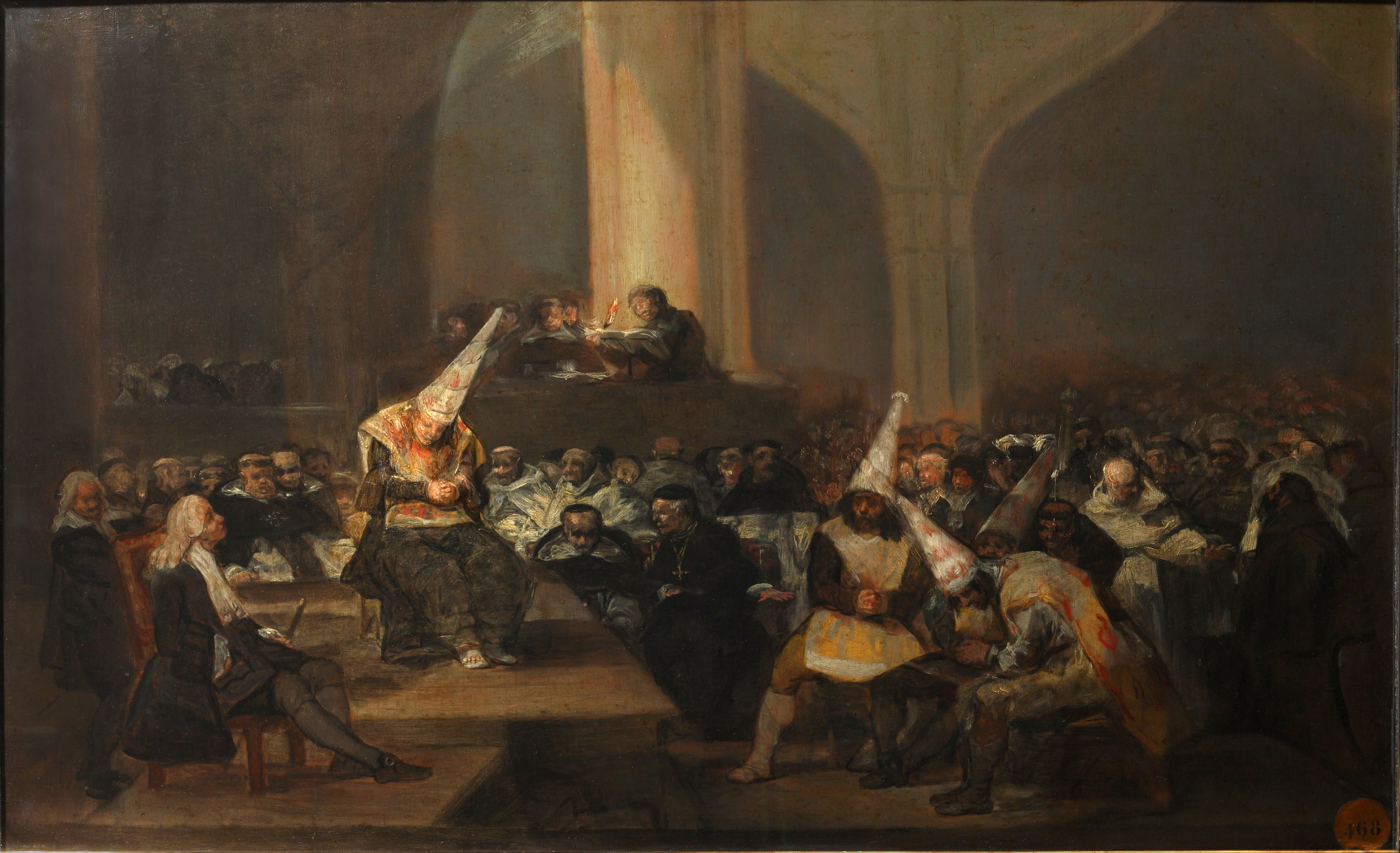
Acte de fe de la inquisició pintat per Francisco de Goya a principis del.

Un acte de fe era una cerimònia pública que celebrava la inquisició en els regnes hispànics, en el seu moment de màxima activitat durant l'edat moderna, per a llegir solemnement el procés de les causes de fe que havia instruït.
S'inspira de la idea central de l'Epístola de Jaume que «la fe sense obres és morta». En el llenguatge popular, «fer un acte de fe» significa confiar en algú sense necessitat de basar-se en la raó o l'experiència.

## Història
Els actes de fe se celebraven sobretot amb motiu de la proclamació de les seves macabres sentències, per a decretar algun nou edicte i com a pròleg de les execucions, que no en formaven part. Consistien en un sermó, una professió de fe col·lectiva i una processó religiosa pels carrers. Al llarg del temps l'acceptació i el poder que tenia cada tribunal condicionaven en certa manera la quantitat i l'espectacularitat dels seus actes de fe. Aquests actes multitudinaris pretenien sobretot servir d'exemple i avís a la societat perquè es mantingués dins de les pautes de comportament que el catolicisme en general, i el tribunal en particular, considerava vàlides. El tractament degradant dels inculpats suposava de fet la seva mort civil.
Teològicament, les execucions no formaven part de l'acte de fe, però seguien immediatament després. A la fi de l'acte, el tribunal de la inquisició lliurava els condemnats a les autoritats civils, que procedien aleshores a l'execució en el mateix lloc de la cerimònia. Això donà com a resultat que per al poble acte de fe va esdevenir sinònim d'execució, perquè semblava l'apoteosi de l'acte. L'església feia servir aquesta subtilitat juridicoteològica per a evitar que el clergat hagués d'infringir el sisè manament «no mataràs».
La cerimònia va tenir el seu apogeu després de la butlla del Papa Sixt IV Exigit sincerae devotionis affectus, del 1478, que va autoritzar els Reis Catòlics a organitzar el seu propi Tribunal del Sant Ofici a la Corona de Castella. El primer acte de fe es va oficiar a Sevilla el 6 de febrer de 1481, en el qual van ser cremades vives sis persones, amb sermó d'Alonso de Ojeda. El 1483, Ferran II el Catòlic decidí d'estendre'l a la Corona d'Aragó, però va trobar una gran resistència per part de molts sectors de la societat de l'època. Així i tot, entre 1487 i 1505 el tribunal de Barcelona processà més de mil persones, de les quals només vint-i-cinc van ser absoltes.